# Alexei Kostrikin
Alexei Kostrikin (rus: Алексей Иванович Кострикин)  (Bolshoi Morets, 12 de febrer de 1929 - Moscou, 22 de setembre de 2000) va ser un matemàtic soviètic.

## Vida i Obra
Kostrikin va néixer en una família de camperols i va ser el 10è i últim fill dels seus pares. Va cursar els estudis primaris a l'escola del seu poble natal i els secundaris al centre regional. El 1947 va anar a la universitat Estatal de Saràtov. Després del tercer any, com a part d'un grup dels millors estudiants de la universitat, va ser enviat a Moscou, on va ser estudiant de la Facultat de Mecànica i Matemàtiques de la universitat Estatal de Moscou, en la qual es va graduar el 1952 i va obtenir el doctorat el 1956, sota la direcció d'Ígor Xafarévitx.
Des de 1956 fins al final de la seva vida, Kostrikin va treballar a la universitat Estatal de Moscou, arribant a ser cap del departament d'àlgebra superior i degà de la Facultat de Mecànica i Matemàtiques. També va treballar, simultàniament, a l'Institut Steklov de Matemàtiques. Va ser professor visitant a diferents universitats d'arreu del món com la universitat de Wisconsin o la universitat Yale.
Les principals àrees de recerca de Kostrikin van ser els grups finits, les àlgebres no associatives, l'àlgebra de Lie, la cohomologia, la teoria de grups i la teoria de la representació.
Kostrikin va ser autor de nombroses publicacions científiques i de diversos llibres de text molt utilitzats pels estudiants universitaris i traduïts a diversos idiomes.